# Misophriopsis sinensis
Misophriopsis sinensis is een eenoogkreeftjessoort uit de familie van de Misophriidae. De wetenschappelijke naam van de soort is voor het eerst geldig gepubliceerd in 1990 door Boxshall.